# Erodium rupicola
Erodium rupicola är en näveväxtart som beskrevs av Pierre Edmond Boissier. Erodium rupicola ingår i släktet skatnävor, och familjen näveväxter. Inga underarter finns listade i Catalogue of Life.